# ایستگاه متروی مارشال باقرامیان
مارشال باقرامیان (ارمنی: Մարշալ Բաղրամյան) ایستگاه متروی ایروان می‌باشد. یکی از ایستگاه‌های اصلی مترو در شهر ایروان می‌باشد و در ۷ مارس ۱۹۸۱ برای عموم گشایش یافت. از سال ۱۹۸۲ تا زمان تغییر به نام فعلی با نام «سارالاندجی» شناخته می‌شد.